# Марвин Мински
Марвин Мински (енгл. Marvin Minsky; Њујорк, 9. август 1927 — 24. јануар 2016) био је амерички математичар, сматран једним од најзначајнијих научника на пољу вјештачке интелигенције. Заједно са Џоном Макартијем, Мински је оснивач лабораторије вјештачке интелигенције Института технологије Масачусетс, познатог и као МИТ.
Послије одслужења војног рока у америчкој војсци, 1945. године, Мински је уписао математику на Харварду гдје је дипломирао 1950. године. Осим студија математике, на Харварду се упоредо бавио истраживањима везаним за физику, неурофизиологију и психологију. 1951. године је прешао на Принстон, гдје је пројектовао први симулатор неуронске мреже. 1954. је докторирао математику на Принстону, и исте године се вратио на Харвард.
Године 1957. је прешао на Масачусетски технолошки институт, гдје се заинтересовао за могућности рачунара у вези са моделирањем и схватањем процеса људског учења. Ту се срео са Џоном Макартијем, професором електротехнике који је развио програмски језик LISP са значајним доприносом у развоју тзв. time-sharing рачунарских система (система у којима више корисника обавља интеракцију са једним главним рачунаром). Током 1959. године Мински и Макарти су на МИТ-у основали лабораторију за истраживања у области вјештачке интелигенције, која је убрзо постала најзначајнији центар у тада новој области.
Мински је дефинисао вјештачку интелигенцију као „науку која учи машине да раде ствари које захтијевају интелигенцију ако их ради човјек“. Упркос раним успјесима, истраживачи у области вјештачке интелигенције су врло брзо дошли до закључка да комплексност свијета није нимало лако пренијети на машине, чак и са најмоћнијим програмским језицима.
Године 1975. Мински је развио концепт система референци (frames) како би прецизно идентификовао опште информације које је неопходно испрограмирати у рачунару, прије разматрања посебних праваца.
Базирајући се на искуствима са системом референци и дјечјој развојној психологији, Мински је 1987. године написао књигу The Society of Mind, гдје је представио свој поглед на ум као скуп индивидуалних агената који обављају основне функције, као што су равнотежа, кретање и упоређивање.
Тјурингову награду је добио 1969. године.